# Östersjön (Norra Vi socken, Östergötland)
Östersjön är en sjö i Ydre kommun i Östergötland och ingår i Motala ströms huvudavrinningsområde. Sjön har en area på 0,809 kvadratkilometer och ligger 161 meter över havet.

## Delavrinningsområde
Östersjön ingår i det delavrinningsområde (641667-147577) som SMHI kallar för Utloppet av Östersjön. Medelhöjden är 187 meter över havet och ytan är 3,72 kvadratkilometer. Räknas de 17 avrinningsområdena uppströms in blir den ackumulerade arean 445,51 kvadratkilometer. Bulsjöån som avvattnar avrinningsområdet har biflödesordning 3, vilket innebär att vattnet flödar genom totalt 3 vattendrag innan det når havet efter 191 kilometer. Avrinningsområdet består mestadels av skog (70 procent). Avrinningsområdet har 0,9 kvadratkilometer vattenytor vilket ger det en sjöprocent på 24,2 procent.